# August Abbehusen
August Abbehusen (17. října 1875 Brémy – 10. března 1941 tamtéž) byl německý architekt.

## Život a kariéra
Abbehusen se narodil jako syn sochaře a štukatéra. Vystudoval architekturu a byl profesně činný v Brémách. V letech 1903 až 1919 pracoval spolu s Ottou Blendermannem ve firmě Abbehusen und Blendermann. K nejdůležitějším stavbám tohoto období patří kostel ve Woltmershausenu, radnice v Blumenthalu, Theater am Goetheplatz a Vietor-Haus. Po 1. světové válce stavěl Abbenhausen hlavně obytné domy.

## Dílo
- 1903: obytný dům Lüder-von-Bentheim-Straße 10, Brémy
- 1904–1905: evangelický kostel a dům pastora v Rönnebeck-Farge, Farger Straße 19
- 1905–1906: evangelický kostel ve Woltmershausenu
- 1908–1910: radnice v Blumenthalu, Landrat-Christians-Straße
- 1909: banka v Oldenburgu, Lange Straße 8/9
- 1909: obchodní dům Herms v Bremen-Mitte, Kirchhof 17
- 1910–1911: obytný dům Dr. Spieße v Schwachhausenu, Franziusstraße 44
- 1911: Villa Bünemann ve Schwachhausenu, Bürgermeister-Spitta-Allee 18
- 1912–1913: Theater am Goetheplatz, Brémy
- 1913: Haus Vietor, Brémy, Bürgermeister-Smidt-Straße 25
- 1914–1915: Villa Koenenkamp v Horn-Lehe, Marcusallee 38
- 1922: závodní byty loděnic Bremer Vulkan ve Vegesacku, Weserstraße 69/70